# Doug Supernaw
Douglas Anderson Supernaw (Bryan, 26 de septiembre de 1960 - Ibidem, 13 de noviembre de 2020) fue un cantante de música country estadounidense. Después de varios años actuando como músico local en todo el estado de Texas, firmó con BNA Records en 1993.
Supernaw ha lanzado cuatro álbumes de estudio: Red and Rio Grande (1993), Deep Thoughts from a Shallow Mind (1994), You Still Got Me (1995) y Fadin 'Renegade (1999), así como dos álbumes recopilatorios, The Colección Encore y Grandes éxitos de 2017. Entre 1993 y 1996, logró 11 sencillos en las listas de Billboard Hot Country Singles & Tracks (ahora Hot Country Songs), incluido "I Don't Call Him Daddy", su único sencillo número uno a finales de 1993.

## Biografía
Doug Supernaw nació el 26 de septiembre de 1960 en Bryan, Texas. Creció en Inwood Forest, era un ávido golfista y miembro del equipo de golf de su escuela secundaria. Su madre, fanática de la música country, lo expuso a cantantes como George Jones y Gene Watson, por cuyas obras luego sería influenciado. Supernaw luego asistió a la universidad con una beca de golf. Después de abandonar la universidad en 1979, trabajó brevemente en una plataforma petrolífera antes de servir como músico en bandas locales. Doug se mudó a Nashville, Tennessee en 1987, donde encontró trabajo como compositor de canciones. Después de cuatro años en Nashville, regresó a Texas, donde fundó una banda llamada Texas Steel.

### 1993–1995: BNA Records
Un ejecutivo de A&R de RCA Records descubrió Supernaw y lo contrató para la división BNA Entertainment (ahora BNA Records) del sello en 1993. Ese año, Supernaw lanzó su álbum debut, Red and Rio Grande. En total, se lanzaron cuatro sencillos del álbum, comenzando con "Honky Tonkin 'Fool", que no logró ingresar al Top 40 en las listas de música country de Billboard. "Reno", el segundo sencillo, alcanzó el Top 5 poco después, mientras que su seguimiento, "I Don't Call Him Daddy" (anteriormente un No. 86 en 1988 para Kenny Rogers), se convirtió en el único single número uno de Supernaw a finales de año. El álbum logró la certificación de oro en los Estados Unidos.
Una serie de lesiones casi acabó con la carrera de Supernaw después del lanzamiento de su primer álbum. Después de recuperarse de una fractura en el cuello que sufrió mientras practicaba surf, se vio involucrado en una colisión frontal con un automóvil. Finalmente, fue hospitalizado después de un caso casi fatal de intoxicación alimentaria. Una vez que se recuperó de la intoxicación alimentaria, grabó su segundo álbum para BNA, Deep Thoughts from a Shallow Mind de 1994. De los tres sencillos del álbum, sólo el de Dennis Linde, con el título "What'll You Do About Me" (anteriormente un sencillo en 1984 para Steve Earle y en 1992 para las Forester Sisters, y grabado por Randy Travis en su álbum de 1987 Always &amp; Forever) entró en el Top 40 en las listas de música country. Poco después del lanzamiento del segundo álbum, salió de la lista de BNA.

### 1995-1997: Giant / Sony BMG Records
En 1995, firmó con Giant Records, donde grabó y lanzó su tercer álbum de un sello importante, You Still Got Me, en 1996. Aunque su primer sencillo, "Not Enough Hours in the Night", alcanzó el puesto No. 3 en las listas de singles country, ninguno de los otros singles del álbum alcanzó el Top 40, y dejó Giant Records poco después. También hizo una aparición en Stars and Stripes Vol. 1, un álbum recopilatorio de 1996 publicado por los Beach Boys, con los Beach Boys interpretando sus propias canciones junto con otros artistas de la música country; Supernaw contribuyó a la pista "Long Tall Texan". Su primer álbum recopilatorio, titulado The Encore Collection, fue publicado por Sony BMG Special Products en 1997.

### 1999: Tack Records
El tercer contrato de grabación de Supernaw fue con el pequeño sello independiente Tack, en el que lanzó Fadin 'Renegade el 31 de agosto de 1999. Los dos sencillos del álbum, la canción principal y "21-17", no lograron ingresar a las listas de música country, aunque el video musical de esta última canción ganó popularidad en las cadenas de televisión CMT y GAC.

### 2016-2020: B&G Records
Supernaw regresó a la música en 2016 en lugares locales en su estado natal de Texas. También regresó al estudio de grabación en 2017 en el sello independiente B&G Records, Supernaw volvió a grabar sus éxitos como Greatest Hits, que se lanzó el 1 de abril de 2017. El álbum incluía dos canciones nuevas: "Aquí está mi corazón" y "La compañía que guardo".

## Vida personal
Supernaw anunció el 4 de febrero de 2019 que le habían diagnosticado cáncer de pulmón y vejiga. Falleció en su casa de Bryan, Texas el 13 de noviembre de 2020, a los 60 años.

## Discografía

### Álbumes de estudio
| Rojo y Rio Grande                               | - Fecha de lanzamiento: 27 de abril de 1993 - Discográfica: BNA Records - Formatos: CD, casete      | 27 | 147 | 3  | 18 | - EE. UU. : Oro |
| Pensamientos profundos de una mente superficial | - Fecha de lanzamiento: 13 de septiembre de 1994 - Discográfica: BNA Records - Formatos: CD, casete | 48 | -   | 19 | -  |                 |
| Todavía me tienes                               | - Fecha de estreno: 24 de octubre de 1995 - Discográfica: Giant Nashville - Formatos: CD, casete    | 42 | -   | 19 | 31 |                 |
| Fadin 'Renegade                                 | - Fecha de lanzamiento: 31 de agosto de 1999 - Discográfica: Tack Records - Formatos: CD, casete    | -  | -   | -  | -  |                 |
| "-" indica lanzamientos que no se registraron   | |    |     |    |    |                 |

### Álbumes recopilatorios
| Título              | Detalles del álbum                                                                              |
| ------------------- | ----------------------------------------------------------------------------------------------- |
| La colección Encore | - Fecha de lanzamiento: 18 de noviembre de 1997 - Discográfica: Sony BMG - Formatos: CD, casete |
| Grandes Exitos      | - Fecha de lanzamiento: 1 de abril de 2017 - Discográfica: B&G Records - Formatos: CD           |

### Individual
| 1993                                          | "Honky Tonkin 'Fool"                      | 50 | -  | Rojo y Rio Grande                               |
| 1993                                          | " Reno "                                  | 4  | 12 | Rojo y Rio Grande                               |
| 1993                                          | " No lo llamo papá "                      | 1  | 27 | Rojo y Rio Grande                               |
| 1994                                          | " Rojo y Rio Grande "                     | 23 | 28 | Rojo y Rio Grande                               |
| 1994                                          | "Feria Estatal"                           | 55 | -  | Pensamientos profundos de una mente superficial |
| 1994                                          | " Ni siquiera me llamaste por mi nombre " | 60 | 68 | Pensamientos profundos de una mente superficial |
| 1995                                          | " ¿Qué harás conmigo? "                   | 16 | 26 | Pensamientos profundos de una mente superficial |
| 1995                                          | " No hay suficientes horas en la noche "  | 3  | 4  | Todavía me tienes                               |
| 1996                                          | "Ella nunca mira hacia atrás"             | 51 | -  | Todavía me tienes                               |
| 1996                                          | "Todavía me tienes"                       | 53 | 69 | Todavía me tienes                               |
| 1999                                          | "Fadin 'Renegade"                         | -  | -  | Fadin 'Renegade                                 |
| 1999                                          | "21-17"                                   | -  | -  | Fadin 'Renegade                                 |
| "-" indica lanzamientos que no se registraron |                                           |    |    |                                                 |

### Otras canciones registradas
| Año  | Soltero                                | Tabla de picos posiciones | Tabla de picos posiciones | Álbum                    |
| Año  | Soltero                                | Hot Country Songs         | RPM                       | Álbum                    |
| ---- | -------------------------------------- | ------------------------- | ------------------------- | ------------------------ |
| 1996 | "Long Tall Texan" (con The Beach Boys) | 69                        | 82                        | Estrellas y rayas vol. 1 |

### Videos musicales
| Año  | Vídeo                                                          | Director                          |
| ---- | -------------------------------------------------------------- | --------------------------------- |
| 1993 | "Honky Tonkin 'Fool"                                           | Richard Jernigan                  |
| 1993 | "Reno"                                                         | Sherman Halsey                    |
| 1993 | "No lo llamo papá"                                             | Sherman Halsey                    |
| 1994 | "Feria estatal"                                                | Sherman Halsey                    |
| 1995 | "No hay suficientes horas en la noche"                         | Steven T. Miller / R. Brad Murano |
| 1996 | "Ella nunca mira hacia atrás"                                  | Doug Supernaw                     |
| 1996 | "Long Tall Texan" (con los Beach Boys )                        | Sara Nichols                      |
| 1996 | "Hace cuatro puntajes y siete cervezas" (con Herschel Walker ) |                                   |
| 1999 | "21-17"                                                        |                                   |